# سمامة باهتة

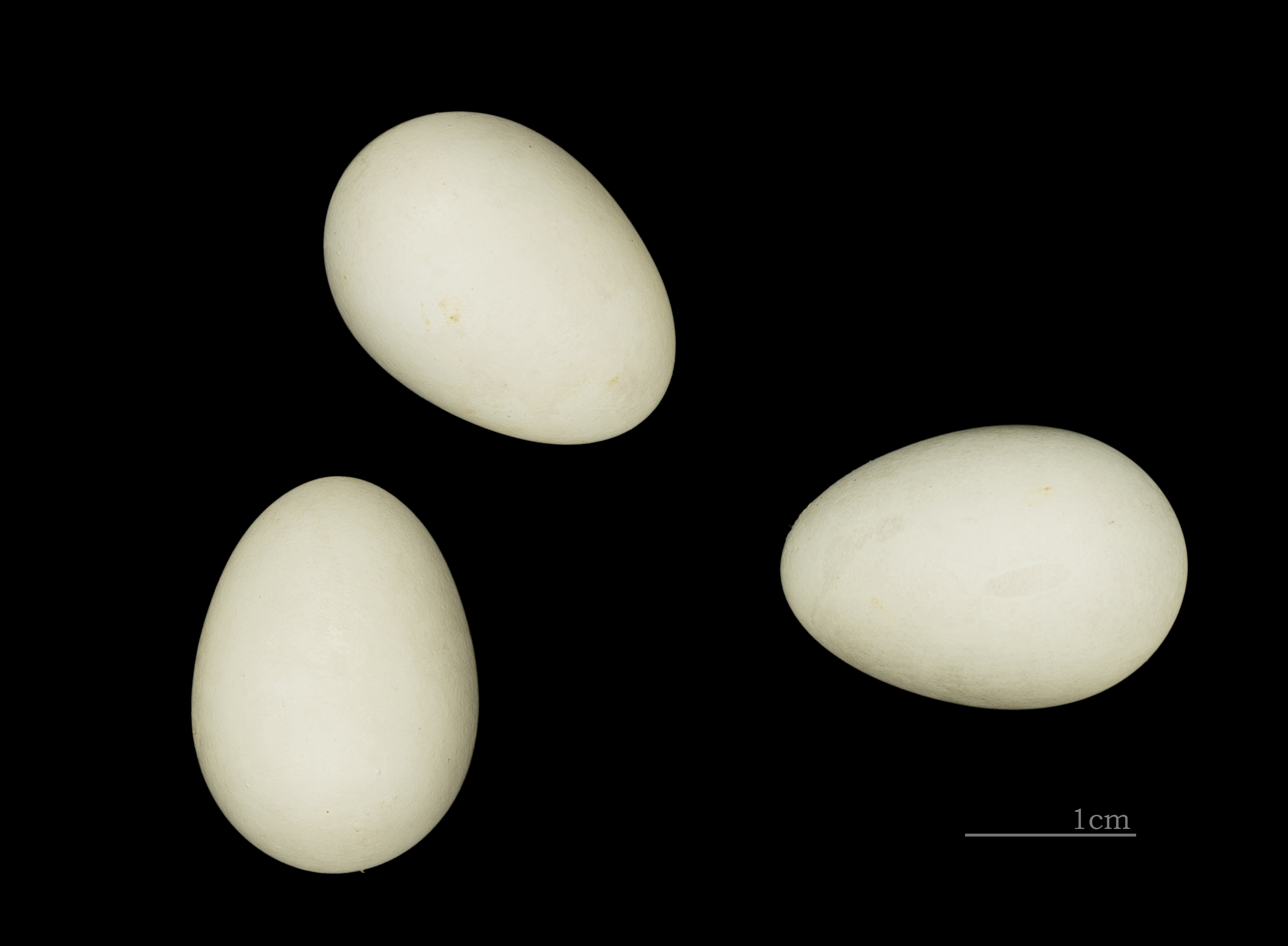
Apus pallidus

سمامة باهتة (الاسم العلمي: Apus pallidus) (بالإنجليزية: Pallid Swift)‏ هو طائر ينتمي إلى سمامة (فصيلة: Apodidae).